# Gourdon, Alpes-Maritimes

Gourdon este o comună în departamentul Alpes-Maritimes din sud-estul Franței. În 1 ianuarie 2022 avea o populație de 365 de locuitori.